# الحركة الوطنية المتحدة
الحركة الوطنية المتحدة (بالجورجية:  ერთიანი ნაციონალური მოძრაობა) هو حزب سياسي ليبرالي جورجي تأسس في عام 2001 من قبل ميخائيل ساكاشفيلي. أستطاع الحزب الفوز بانتخابات 2004 و2008 ومنذ عام 2012 يعتير هو الحزب المعارض الرئيسي في جورجيا.